# Copa del Món de ciclisme en pista de 2012-2013
La Copa del Món de ciclisme en pista de 2012-2013 va ser la 21a edició de la Copa del Món de ciclisme en pista. Es va celebrar de l'11 d'octubre de 2012 al 19 de gener de 2013 amb la disputa de tres proves.

## Proves
| Data                | Lloc           |
| ------------------- | -------------- |
| 11-13 octubre 2012  | Cali           |
| 16-18 novembre 2012 | Glasgow        |
| 17-19 gener 2013    | Aguascalientes |

## Resultats

### Masculins
| Event                 | Guanyador                                                                                           | Segon                                                                          | Tercer                                                                         |
| Cali                  | Cali                                                                                                | Cali                                                                           | Cali                                                                           |
| --------------------- | --------------------------------------------------------------------------------------------------- | ------------------------------------------------------------------------------ | ------------------------------------------------------------------------------ |
| Velocitat             | Philipp Thiele (GER)                                                                                | Fabián Puerta (COL)                                                            | Eric Engler (GER)                                                              |
| Quilòmetre            | Fabián Puerta (COL)                                                                                 | Kian Emadi (GBR)                                                               | Quentin Lafargue (FRA)                                                         |
| Persecució per equips | Colòmbia · Edwin Ávila · Juan Esteban Arango · Arles Castro · Weimar Roldán                         | Rússia · Sergey Shilov · Maksim Kozyrev · Pavel Karpenkov · Dmitriy Sokolov    | Suïssa · Loïc Perizzolo · Kilian Moser · Frank Pasche · Cyrille Thièry         |
| Velocitat per equips  | Alemanya · Philipp Thiele · Eric Engler · Marc Schröder                                             | Japó · Tomoyuki Kawabata · Takashi Sakamoto · Kenta Inake                      | Veneçuela · Juan Orellana · César Marcano · Ángel Pulgar                       |
| Keirin                | Fabián Puerta (COL)                                                                                 | Tomoyuki Kawabata (JPN)                                                        | Marc Schröder (GER)                                                            |
| Puntuació             | Andreas Graf (AUT)                                                                                  | Wojciech Pszczolarski (POL)                                                    | Jonathan Mould (WAL)                                                           |
| Òmnium                | Paolo Simion (ITA)                                                                                  | David Muntaner (ESP)                                                           | Loïc Perizzolo (SUI)                                                           |
| Glasgow               | |                                                                                |                                                                                |
| Velocitat             | Stefan Bötticher (GER)                                                                              | Robert Förstemann (GER)                                                        | Denís Dmítriev (RUS)                                                           |
| Persecució            | Lasse Norman Hansen (DEN)                                                                           | Martyn Irvine (IRL)                                                            | David Muntaner (ESP)                                                           |
| Persecució per equips | Dinamarca · Lasse Norman Hansen · Casper Folsach · Rasmus Christian Quaade · Mathias Møller Nielsen | Alemanya · Maximilian Beyer · Henning Bommel · Theo Reinhardt · Kersten Thiele | Bèlgica · Kenny De Ketele · Jasper De Buyst · Moreno De Pauw · Gijs Van Hoecke |
| Velocitat per equips  | Alemanya · Rene Enders · Robert Förstemann · Stefan Bötticher                                       | Regne Unit · Philip Hindes · Jason Kenny · Edward Clancy                       | França · Julien Palma · Kévin Sireau · Quentin Lafargue                        |
| Keirin                | Stefan Bötticher (GER)                                                                              | Peter Lewis (AUS)                                                              | Takashi Sakamoto (JPN)                                                         |
| Scratch               | Tristan Marguet (SUI)                                                                               | Martyn Irvine (IRL)                                                            | Roy Eefting (NED)                                                              |
| Òmnium                | Lucas Liss (GER)                                                                                    | Glenn O'Shea (AUS)                                                             | Unai Elorriaga (ESP)                                                           |
| Aguascalientes        | |                                                                                |                                                                                |
| Velocitat             | Denís Dmítriev (RUS)                                                                                | Max Niederlag (GER)                                                            | Juan Peralta (ESP)                                                             |
| Persecució per equips | Rússia · Evgueni Kovalev · Ivan Savitckiy · Alexander Serov · Nikolay Zhurkin                       | Suïssa · Tom Bohli · Stefan Küng · Loïc Perizzolo · Silvan Dillier             | Itàlia · Liam Bertazzo · Marco Coledan · Francesco Lamon · Michele Scartezzini |
| Velocitat per equips  | Nova Zelanda · Ethan Mitchell · Sam Webster · Edward Dawkins                                        | França · Kévin Sireau · François Pervis · Michaël D'Almeida                    | Austràlia · Alex Bird · Mitchell Bullen · Peter Lewis                          |
| Keirin                | Matthijs Büchli (NED)                                                                               | Kazunari Watanabe (JPN)                                                        | François Pervis (FRA)                                                          |
| Madison               | França · Vivien Brisse · Thomas Boudat                                                              | Ucraïna · Mykhaylo Radionov · Sergiy Lagkuti                                   | Suïssa · Stefan Küng · Silvan Dillier                                          |
| Òmnium                | Artur Ierxov (RUS)                                                                                  | Vivien Brisse (FRA)                                                            | Ondrej Rybin (CZE)                                                             |

### Femenins
| Event                 | Guanyadora                                                               | Segona                                                              | Tercera                                                            |
| Cali                  | Cali                                                                     | Cali                                                                | Cali                                                               |
| --------------------- | ------------------------------------------------------------------------ | ------------------------------------------------------------------- | ------------------------------------------------------------------ |
| Velocitat             | Lee Wai Sze (HKG)                                                        | Rebecca James (GBR)                                                 | Jessica Varnish (GBR)                                              |
| Persecució per equips | Itàlia · Giulia Donato · Beatrice Bartelloni · Maria Giulia Confalonieri | Team SWI Welsh Cycling · Elinor Barker · Ciara Horne · Amy Roberts  | Colòmbia · Lorena Vargas · María Luisa Calle · Valentina Paniagua  |
| Velocitat per equips  | Regne Unit · Jessica Varnish · Rebecca James                             | Japó · Kayono Maeda · Hiroko Ishii                                  | Colòmbia · Martha Bayona · Juliana Gaviria                         |
| Keirin                | Juliana Gaviria (COL)                                                    | Luz Daniela Gaxiola (MEX)                                           | Virginie Cueff (FRA)                                               |
| Scratch               | Isabella King (AUS)                                                      | Jarmila Machačová (CZE)                                             | Elena Cecchini (ITA)                                               |
| Òmnium                | Isabella King (AUS)                                                      | Natalia Rutkowski (POL)                                             | Jarmila Machačová (CZE)                                            |
| Glasgow               |                                                                          |                                                                     |                                                                    |
| Velocitat             | Kristina Vogel (GER)                                                     | Jessica Varnish (GBR)                                               | Rebecca James (GBR)                                                |
| 500 m. contrarellotge | Olga Panarina (BLR)                                                      | Kristina Vogel (GER)                                                | Tania Calvo (ESP)                                                  |
| Persecució per equips | Regne Unit · Laura Trott · Elinor Barker · Danielle King                 | Austràlia · Ashlee Ankudinoff · Amy Cure · Melissa Hoskins          | Belarús · Tatsiana Sharakova · Alena Dylko · Aksana Papko          |
| Velocitat per equips  | Regne Unit · Jessica Varnish · Rebecca James                             | Espanya · Tania Calvo · Helena Casas                                | França · Sandie Clair · Olivia Montauban                           |
| Keirin                | Kristina Vogel (GER)                                                     | Iekaterina Gnidenko (RUS)                                           | Lee Wai Sze (HKG)                                                  |
| Òmnium                | Laura Trott (GBR)                                                        | Ashlee Ankudinoff (AUS)                                             | Tamara Balabolina (RUS)                                            |
| Aguascalientes        |                                                                          |                                                                     |                                                                    |
| Velocitat             | Gong Jinjie (CHN)                                                        | Lisandra Guerra (CUB)                                               | Lee Wai Sze (HKG)                                                  |
| Persecució            | Katarzyna Pawłowska (POL)                                                | María Luisa Calle (COL)                                             | Rebecca Wiasak (AUS)                                               |
| Persecució per equips | Canadà · Gillian Carleton · Jasmin Glaesser · Stephanie Roorda           | Ucraïna · Ivanna Borovychenko · Valeriya Kononenko · Anna Nagirnaya | Team SWI Welsh Cycling · Elinor Barker · Amy Roberts · Ciara Horne |
| Velocitat per equips  | Austràlia · Kaarle McCulloch · Stephanie Morton                          | Xina · Xu Yulei · Zhong Tianshi                                     | Rússia · Dària Xmeliova · Anastàsia Vóinova                        |
| Keirin                | Zhong Tianshi (CHN)                                                      | Gong Jinjie (CHN)                                                   | Xu Yulei (CHN)                                                     |
| Puntuació             | Katarzyna Pawłowska (POL)                                                | Jarmila Machačová (CZE)                                             | Yudelmis Domínguez (CUB)                                           |
| Òmnium                | Sarah Hammer (USA)                                                       | Huang Li (CHN)                                                      | Leire Olaberria (ESP)                                              |

## Classificacions

### Països
| Rang | País/Equip | Cali | Glasgow | Aguascalientes | Total |
| ---- | ---------- | ---- | ------- | -------------- | ----- |
| 1.   | Alemanya   | 47   | 109     | 22             | 178   |
| 2.   | Regne Unit | 54   | 102     |                | 156   |
| 3.   | França     | 27   | 48      | 65             | 140   |
| 4.   | Austràlia  | 24   | 34      | 62             | 120   |
| 5.   | Rússia     | 37   | 30      | 37             | 104   |
| 6.   | Espanya    | 40   | 56      | 8              | 104   |
| 7.   | Colòmbia   | 87   |         | 10             | 97    |
| 8.   | Itàlia     | 49   | 4       | 30             | 83    |
| 9.   | Japó       | 45   | 19      | 15             | 79    |
| 10.  | Polònia    | 27   | 20      | 24             | 71    |

### Masculins
| Pos. | Ciclista          | Cal | Gla | Agua | Pts |
| 1.   | Matthijs Büchli   |     |     | 12   | 12  |
| 2.   | Stefan Bötticher  |     | 12  |      | 12  |
| 3.   | Fabián Puerta     | 12  |     |      | 12  |
| 4.   | Quentin Lafargue  | 6   | 6   |      | 12  |
| 5.   | Kazunari Watanabe |     |     | 10   | 10  |

| Pos. | Ciclista         | Cal | Gla | Agua | Pts |
| 1.   | Fabián Puerta    | 12  |     |      | 12  |
| 2.   | Kian Emadi       | 10  |     |      | 10  |
| 3.   | Quentin Lafargue | 8   |     |      | 8   |
| 4.   | Eric Engler      | 7   |     |      | 7   |
| 5.   | Francesco Ceci   | 6   |     |      | 6   |

| Pos. | Ciclista         | Cal | Gla | Agua | Pts |
| 1.   | Denís Dmítriev   |     | 8   | 12   | 20  |
| 2.   | Juan Peralta     |     | 7   | 8    | 15  |
| 3.   | Stefan Bötticher |     | 12  |      | 12  |
| 4.   | Philipp Thiele   | 12  |     |      | 12  |
| 5.   | Max Niederlag    |     |     | 10   | 10  |

| Pos. | Ciclista            | Cal | Gla | Agua | Pts |
| 1.   | Lasse Norman Hansen |     | 12  |      | 12  |
| 2.   | Martyn Irvine       |     | 10  |      | 10  |
| 3.   | David Muntaner      |     | 8   |      | 8   |
| 4.   | Dylan Kennett       |     | 7   |      | 7   |
| 5.   | Andrew Tennant      |     | 6   |      | 6   |

| Pos. | Equip        | Cal | Gla | Agua | Pts |
| 1.   | Alemanya     | 12  | 12  | 6    | 30  |
| 2.   | França       |     | 8   | 10   | 18  |
| 3.   | Nova Zelanda |     |     | 12   | 12  |
| 4.   | Japó         | 10  | 2   |      | 12  |
| 5.   | Rússia       | 6   | 6   |      | 12  |

| Pos. | Equip     | Cal | Gla | Agua | Pts |
| 1.   | Suïssa    | 8   | 6   | 10   | 24  |
| 2.   | Rússia    | 10  |     | 12   | 22  |
| 3.   | Ucraïna   | 6   | 5   | 6    | 17  |
| 4.   | Bèlgica   | 7   | 8   |      | 15  |
| 5.   | Dinamarca |     | 12  |      | 12  |

| Pos. | Ciclista        | Cal | Gla | Agua | Pts |
| 1.   | Tristan Marguet |     | 12  |      | 12  |
| 2.   | Martyn Irvine   |     | 10  |      | 10  |
| 3.   | Roy Eefting     |     | 8   |      | 8   |
| 4.   | Theo Reinhardt  |     | 7   |      | 7   |
| 5.   | Simon Yates     |     | 6   |      | 6   |

| Pos. | Ciclista | Cal | Gla | Agua | Pts |
| 1.   | França   |     |     | 12   | 12  |
| 2.   | Ucraïna  |     |     | 10   | 10  |
| 3.   | Suïssa   |     |     | 8    | 8   |
| 4.   | Rússia   |     |     | 7    | 7   |
| 5.   | Russvelo |     |     | 6    | 6   |

| Pos. | Ciclista              | Cal | Gla | Agua | Pts |
| 1.   | Andreas Graf          | 12  |     |      | 12  |
| 2.   | Wojciech Pszczolarski | 10  |     |      | 10  |
| 3.   | Jonathan Mould        | 8   |     |      | 8   |
| 4.   | Jesper Mørkøv         | 7   |     |      | 7   |
| 5.   | Cameron Karwowski     | 6   |     |      | 6   |

| Pos. | Ciclista       | Cal | Gla | Agua | Pts |
| 1.   | Loïc Perizzolo | 8   |     | 5    | 13  |
| 2.   | Artur Ierxov   |     |     | 12   | 12  |
| 3.   | Lucas Liss     |     | 12  |      | 12  |
| 4.   | Paolo Simion   | 12  |     |      | 12  |
| 5.   | Vivien Brisse  |     | 1   | 10   | 11  |

### Femenins
| Pos. | Ciclista        | Cal | Gla | Agua | Pts |
| 1.   | Lee Wai Sze     | 5   | 8   | 7    | 20  |
| 2.   | Rebecca James   | 7   | 6   |      | 13  |
| 3.   | Zhong Tianshi   |     |     | 12   | 12  |
| 4.   | Kristina Vogel  |     | 12  |      | 12  |
| 5.   | Juliana Gaviria | 12  |     |      | 12  |

| Pos. | Ciclista          | Cal | Gla | Agua | Pts |
| 1.   | Olga Panarina     |     | 12  |      | 12  |
| 2.   | Kristina Vogel    |     | 10  |      | 10  |
| 3.   | Tania Calvo       |     | 8   |      | 8   |
| 4.   | Anastàsia Vóinova |     | 7   |      | 7   |
| 5.   | Lee Wai Sze       |     | 6   |      | 6   |

| Pos. | Ciclista        | Cal | Gla | Agua | Pts |
| 1.   | Lee Wai Sze     | 12  | 7   | 8    | 27  |
| 2.   | Jessica Varnish | 8   | 10  |      | 18  |
| 3.   | Rebecca James   | 10  | 8   |      | 18  |
| 4.   | Gong Jinjie     |     |     | 12   | 12  |
| 5.   | Kristina Vogel  |     | 12  |      | 12  |

| Pos. | Ciclista            | Cal | Gla | Agua | Pts |
| 1.   | Katarzyna Pawłowska |     |     | 12   | 12  |
| 2.   | María Luisa Calle   |     |     | 10   | 10  |
| 3.   | Rebecca Wiasak      |     |     | 8    | 8   |
| 4.   | Laura Brown         |     |     | 7    | 7   |
| 5.   | Caroline Ryan       |     |     | 6    | 6   |

| Pos. | Equip           | Cal | Gla | Agua | Pts |
| 1.   | Regne Unit      | 12  | 12  |      | 24  |
| 2.   | Japó            | 10  | 3   | 5    | 18  |
| 3.   | R.P. de la Xina |     | 5   | 10   | 15  |
| 4.   | Rússia          |     | 7   | 8    | 15  |
| 5.   | França          |     | 8   | 6    | 14  |

| Pos. | Equip                  | Cal | Gla | Agua | Pts |
| 1.   | Itàlia                 | 12  |     | 7    | 19  |
| 2.   | Team SWI Welsh Cycling | 10  |     | 8    | 18  |
| 3.   | Belarús                | 7   | 8   |      | 15  |
| 4.   | Canadà                 |     |     | 12   | 12  |
| 5.   | Regne Unit             |     | 12  |      | 12  |

| Pos. | Ciclista          | Cal | Gla | Agua | Pts |
| 1.   | Isabella King     | 12  |     |      | 12  |
| 2.   | Jarmila Machačová | 10  |     |      | 10  |
| 3.   | Elena Cecchini    | 8   |     |      | 8   |
| 4.   | Natalia Rutkowska | 7   |     |      | 7   |
| 5.   | Jennifer César    | 6   |     |      | 6   |

| Pos. | Ciclista            | Cal | Gla | Agua | Pts |
| 1.   | Katarzyna Pawłowska |     |     | 12   | 12  |
| 2.   | Jarmila Machačová   |     |     | 10   | 10  |
| 3.   | Yudelmis Domínguez  |     |     | 8    | 8   |
| 4.   | Sofía Arreola       |     |     | 7    | 7   |
| 5.   | Huang Li            |     |     | 6    | 6   |

#### Òmnium
| Pos. | Ciclista        | Cal | Gla | Agua | Pts |
| 1.   | Sarah Hammer    |     |     | 12   | 12  |
| 2.   | Laura Trott     |     | 12  |      | 12  |
| 3.   | Isabella King   | 12  |     |      | 12  |
| 4.   | Leire Olaberria |     | 4   | 8    | 7   |
| 5.   | Huang Li        |     |     | 10   | 10  |